# 태양 복사조도

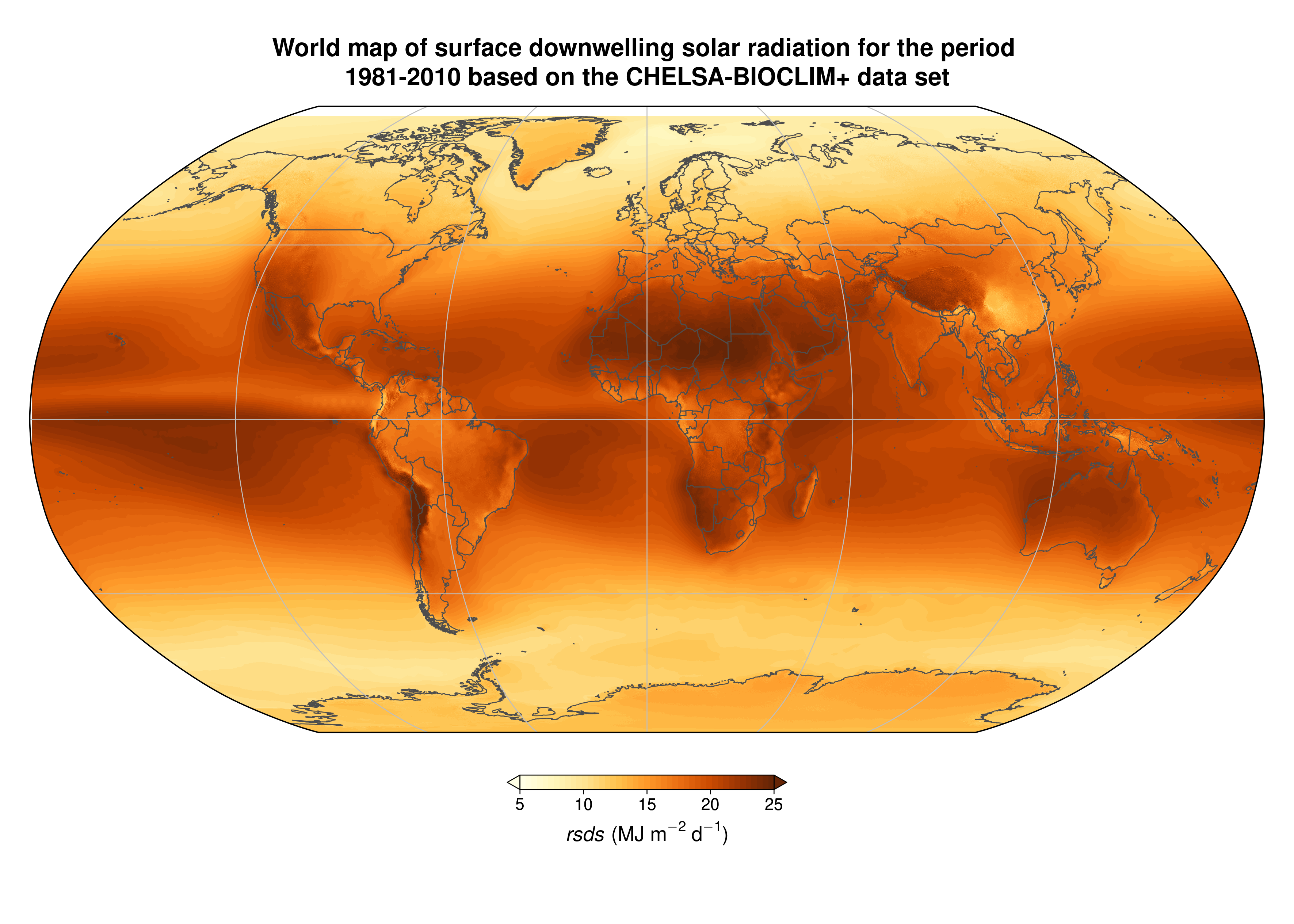
CHELSA-BIOCLIM+ 데이터 세트에서 1981년~2010년 동안 평균화된 유입 단파 태양 복사의 전 세계 분포

태양 복사조도(太陽輻射照度영어: solar irradiance)는 측정 장비의 파장 범위에서 전자기 복사 형태로 태양으로부터 수신된 단위 면적당 일률(표면 일률 밀도)이다. 태양 복사조도는 SI 단위로 제곱미터당 와트(W/m2)로 측정된다.
태양 복사조도는 종종 특정 기간 동안 주변 환경으로 방출되는 복사 에너지(제곱미터당 줄, J/m2)를 보고하기 위해 특정 기간 동안 통합된다. 이렇게 통합된 태양 복사조도를 태양 복사광(太陽輻射光, 영어: solar irradiation), 태양 노출량(太陽露出量, 영어: solar exposure), 태양 일사량(太陽日射量, 영어: solar insolation) 또는 일사량(日射量, 영어: insolation)이라고 한다.

## 같이 보기
- 복사조도
- 표면 일률 밀도
- 복사 에너지
- 태양 에너지

## 참고 문헌
- Willson, Richard C.; H.S. Hudson (1991). “The Sun's luminosity over a complete solar cycle”. 《Nature》 351 (6321): 42–4. Bibcode:1991Natur.351...42W. doi:10.1038/351042a0. S2CID 4273483.
- “The Sun and Climate”. 《U.S. Geological Survey Fact Sheet 0095-00》. 2005년 2월 21일에 확인함.
- Foukal, Peter;  외. (1977). “The effects of sunspots and faculae on the solar constant”. 《Astrophysical Journal》 215: 952. Bibcode:1977ApJ...215..952F. doi:10.1086/155431.
- Stetson, H.T. (1937). 《Sunspots and Their Effects》. New York: McGraw Hill.
- Yaskell, Steven Haywood (2012년 12월 31일). 《Grand Phases On The Sun: The case for a mechanism responsible for extended solar minima and maxima》. Trafford Publishing. ISBN 978-1-4669-6300-9.